# Boter, kaas en eieren (hoorspel)
Boter, kaas en eieren is een hoorspel van Gerlind Reinshagen. Das Milchgericht werd in 1965 uitgezonden door de Sender Freies Berlin. De AVRO zond het uit op donderdag 25 januari 1968. De vertaling was van Kees Walraven en de regisseur was Dick van Putten. Het hoorspel duurde 65 minuten.

## Rolbezetting
- Tonny Foletta (de melkboer)
- Corry van der Linden (Dolly-Molly)
- Hans Veerman (Shandy)
- Huib Orizand (Bandel)
- Wiesje Bouwmeester (mevrouw Hollewein)
- Donald de Marcas (haar zoon Willem-August)
- Peronne Hosang (mevrouw Lucretia Rasp)
- Nel Snel (mevrouw Dr. Knaak)

## Inhoud
Sinds kort zit bij de boeven Shandy en Bandel een melkboer wegens moord in de cel. Samen naaien ze knopen aan – met „steeltjes“, de twee boeven hebben daarover reeds een hele filosofie ontwikkeld. Shandy is een grote fantast, hij lokt de hele wereld in de cel, b.v. de Pyreneeënkust met haar reuzenvruchten en delicatessen, uit elke struik wenken tere meisjesvingertjes. Als Shandy echter een volledige vrouw moet beschrijven, laat zijn fantasie hem in de steek – uit droefenis, daar er onder boeven geen gentlemen meer zijn. Misschien is de melboer er eentje? Hij moet vertellen, hoe hij een  moordenaar werd: om omzetproblemen te overwinnen, stelde hij de attractieve Dolly-Molly in zijn winkel. Reeds om zeven uur in de morgen stonden daardoor fris geschoren mannen in de rij…